# Usenet
Usenet (nume format din combinarea termenilor englezi "user" si "network") este un grup de discuții foarte răspândit pe Internet și care poate fi folosit pentru discuții (listele de fișiere text) sau download-uri de filme, muzică, fotografii sau software (listele de fișiere binare). Spre deosebire de e-mail, care este privat, Usenet este un serviciu public.
Grupul a fost conceput la Duke University în 1979, pe baza ideii unui grup de studenți. Usenet a fost comunitatea inițială de Internet și locul în care Tim Berners-Lee a anunțat lansarea World Wide Web, Linus Torvalds pe cea a Linuxului, și Marc Andreesen crearea browserului Mosaic și a tagurilor pentru imagini. 